# NGC 1740
NGC 1740 é uma galáxia elíptica (E-S0) localizada na direcção da constelação de Orion. Possui uma declinação de -03° 17' 45" e uma ascensão recta de 5 horas, 01 minutos e 54,7 segundos.
A galáxia NGC 1740 foi descoberta em 11 de Fevereiro de 1830 por John Herschel.